# Elektronische Datenverarbeitung

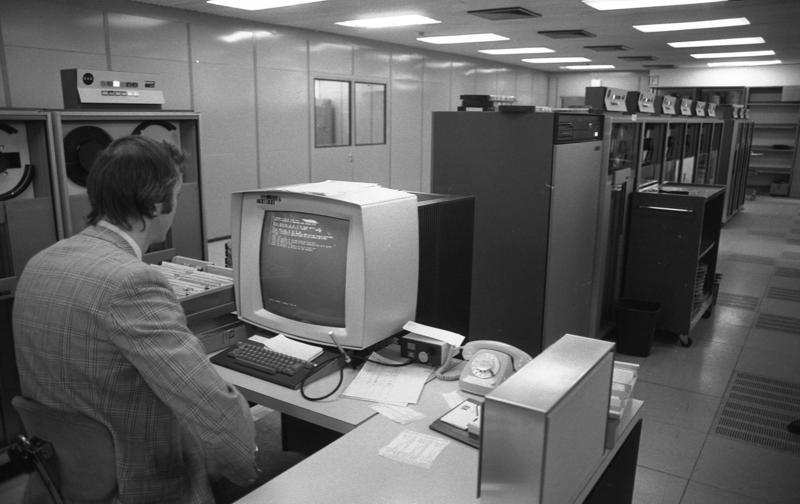
VW-Werk, Wolfsburg, elektronische Datenverarbeitung (1973)

Elektronische Datenverarbeitung (EDV) bezeichnet die elektronische Erfassung, Bearbeitung, den Transport sowie Aus- und Wiedergabe von Daten. Sie erfolgt durch den Ablauf von durch Software beschriebenen Prozessen auf Hardwaresystemen. Die Beschreibung der Prozesse kann ebenfalls Bestandteil der Hardware sein (siehe auch Firmware).
Im Einzelnen gehören zur EDV:
1. Die Datenerfassung, bei der physikalische Werte oder Ereignisse, durch die Informationen transportiert werden (Nachricht), in Daten kodiert werden. Dies geschieht durch Sensoren wie Tastaturen, Messsysteme, Kameras etc.
2. Die eigentliche elektronische Be- oder Verarbeitung dieser Daten. Sie wird durch Prozessoren durchgeführt, indem diese eine für die gewünschte Bearbeitung hergestellte Software interpretieren. Siehe Algorithmus.
3. Die Ausgabe der Daten auf Displays oder Medien, die deren Interpretation durch den Menschen als Nachricht ermöglicht oder auf physikalische Aktoren. Auch die Weitergabe von Daten an einen Massenspeicher oder ein angekoppeltes Datenverarbeitungssystem gehören zur Ausgabe.

Die Wissenschaft von der Elektronischen Datenverarbeitung heißt Informatik. EDV-Anwendungen beruhen auf dem Einsatz von Informationstechnik, zu der durch die  Halbleiter Miniaturisierung vor 1970 nicht nur Computer, sondern ebenfalls Steuerungen, Uhren, Mobiltelefone und elektronische Konsumprodukte gehören.